# Drelsdorf
Drelsdorf (frisó septentrional goesharder Trölstrup, danès Trelstorp) és un municipi del districte de Nordfriesland, dins l'Amt Mittleres Nordfriesland, a l'estat alemany de Slesvig-Holstein. És a 15 kilòmetres d'Husum El municipi es divideix en els districtes d'Ortsteile Drelsdorf, Norderfeld, Osterfeld, Morgenstern i Petersburg-Mühle.